# 猛鱒
猛鱒，為輻鰭魚綱鮭形目鮭科的一種，為溫帶淡水魚，分佈於歐洲蘇格蘭淡水流域，體長可達80公分，棲息在底中層水域，以魚類、昆蟲、等為食，生活習性不明。